# Acromastigum lepidozioides
Acromastigum lepidozioides là một loài rêu tản trong họ Lepidoziaceae. Loài này được (Horik.) S. Hatt. miêu tả khoa học lần đầu tiên năm 1946.